# Adrian Sutil
Adrian Sutil (født 11. januar 1983 i Starnberg i Vesttyskland) er en tysk racerkører, der har kørt i Formel 1 for Spyker, Force India og Sauber. Han var testkører for Williams. Han fik sin Formel 1-debut i det australske Grand Prix i 2007 og har pr. november 2014 kørt 128 Grand Prix'er. Han har endnu ikke vundet noget løb og er heller aldrig kommet på podiet. 